# Алберто Аквилани
Алберто Аквилани (итал. Alberto Aquilani; Рим, 7. јул 1984) бивши је италијански фудбалер.

## Каријера
Када му је било 16 година, добио је понуду Челсија, да пређе у њихове редове. Ту понуду је одбио да би остварио свој дечачки сан и заиграо у првом тиму Роме.
То му је успело 10. маја 2003. године, када му је Фабио Капело пружио прилику против Торина, у утакмици Серије А. Сезону 2003/04. провео је на позајмици у Тријестини, за коју је наступао на 41 утакмици.
У Рому се вратио у сезони 2004/05. Херој навијача Роме је постао када је постигао други гол, у гредском дербију, за победу од 2-0 над Лациом.
Ливерпул је 5. августа 2009. објавио да је постигао договор са Ромом око довођења Аквиланија. За Ливерпул је потписао уговор на пет година. Претпоставља се да је целокупни трансфер износио око 20 милиона евра. 25.08.2011 потписао је трогодишњи уговор за ФК Милан.

## Репрезентација
- За младу фудбалску репрезентацију Италије је одиграо 20 утакмица и постигао пет голова;
- За сениорску репрезентацију Италије је одиграо 11 утакмица и два пута је био стрелац.

За сениорску репрезентацију Италије је дебитовао 15. новембра 2006. године, на утакмици против Турске. Оба гола за репрезентацију је постигао на пријатељској утакмици, одиграној 15. октобра 2008. у Лечеу, против репрезентације Црне Горе (2—1).
Учествовао је на европском првенству 2008. у Аустрији и Швајцарској.

## Трофеји

#### Рома
- Куп Италије 2
  - 2007, 2008.
- Суперкуп Италије 1
  - 2007